# ادوارد ال هال
 ادوارد ال هال (انگلیسی: Edward L. Hall؛ زاده ۱۷ مارس ۱۸۷۲ درگذشته ) یک تنیس‌باز اهل ایالات متحده آمریکا بود.